# Evangelical Restoration Church
Evangelical Restoration Church är en pingstkyrka, bildad 1994 efter  folkmordet i Rwanda, av pastor Yoshua Masasu som fram till dess levt som flykting i Kongo större delen av sitt liv.
Tio år tidigare hade han startat Jerusalem Ministry med säte i Kinshasa, varifrån han bedrev evangelisk mission bland andra rwandier i och utanför Rwanda.
Efter krigsslutet flyttade han sin verksamhet till Kigali där han startade Evangelical Restoration Church.
Kyrkan består idag av ett femtiotal församlingar i Rwanda, Burundi och Demokratiska republiken Kongo. 
Masasu är ordförande för Forum for Born-Again Churches of Rwanda, en paraplyorganisation för hundratalet karismatiska rwandiska kyrkor och kristna organisationer.